# جو هاي ريون
جو هاي ريون (بالكورية: 조혜련)‏ هي ممثلة كوميدية كورية جنوبية. ولدت يوم 29 مايو 1970 في محافظة غوسونغ في كوريا الجنوبية.

## روابط خارجية
- جو هاي ريون على موقع IMDb (الإنجليزية)